# Sergėjus Jovaiša
Sergėjus Jovaiša (né le 17 décembre 1954 à Anykščiai, dans la République socialiste soviétique de Lituanie) est un ancien joueur Lituanien de basket-ball, évoluant au poste d'ailier.

## Carrière

### Palmarès
- Médaille de bronze aux Jeux olympiques 1980 et Jeux olympiques 1992
- Champion du monde 1982
  - Finaliste du championnat du monde 1978
- Champion d'Europe 1981 et 1985
  - Finaliste du championnat d'Europe 1987
  - Médaille de bronze au championnat d'Europe 1983